# Glubokoje (Pjasina)
Glubokoje (rusky Глубокое nebo Омук-Кюель) je jezero v Tajmyrském (Dolgano-Něneckém) národním okruhu v Krasnojarském kraji v Rusku. Má rozlohu 143 km².

## Pobřeží
Úzké a dlouhé jezero leží v ledovcově-tektonické dolině jižně od hřbetu Lamské hory (západní okraj masívu Putorana).

## Vodní režim
Z jezera odtéká řeka Glubokaja (Diring-Jurjach), ústící do jezera Melkoje (povodí Pjasiny). Zdroj vody je sněhový a dešťový. Zamrzá ve druhé polovině října a rozmrzá v červnu. Základní přítoky jsou Čačir, Severní Inkondjekit a především Jaščkun (z jezera Sobačje).